# ARPU
每用户平均收入（Average Revenue Per User，简称ARPU；有时也称average revenue per unit，每单元平均成本）是一个电信業術語。就电信業者而言，用戶數與通話量是公司獲利的重要指标，而ARPU為其基礎之一。

## 各國之ARPU
据WirelessWire News在2010年的文章，各移动电话市场的ARPU狀況如下：
- 美國
  - 2009年度為48.65美元。從90年代至今沒有多大變化。
- 中国移动
  - 50元人民币左右。
- 中国联通
  - 30元人民币左右。
- 欧洲
  - 法國在2007年度為55歐元[2]，德國T-mobile在2009年度為 14.89歐元[3]等。各國之間有相當大的變化。

据中国工程院院士邬贺铨2016年透露，中国大陆市场上固网宽带三大运营商2015年用户ARPU值：中国电信为56.3元，中国联通为63.6元，中国移动为32元。

## 外部連結
- Wisegeek on ARPU（页面存档备份，存于）
- ARPU definition at Investopedia（页面存档备份，存于）
- PC Magazine Definition（页面存档备份，存于）